# Ибиапина
Ибиапина (порт. Ibiapina) — муниципалитет в Бразилии, входит в штат Сеара. Составная часть мезорегиона Северо-запад штата Сеара. Входит в экономико-статистический микрорегион Ибиапаба. Население составляет 23 728 человек на 2006 год. Занимает площадь 414,902 км². Плотность населения — 57,2 чел./км².
Праздник города — 23 ноября.

## История
Город основан в 1878 году.

## Статистика
- Валовой внутренний продукт на 2003 составляет 49 494 211,00 реалов (данные: Бразильский институт географии и статистики).
- Валовой внутренний продукт на душу населения на 2003 составляет 2151,17 реала (данные: Бразильский институт географии и статистики).
- Индекс развития человеческого потенциала на 2000 составляет 0,646 (данные: Программа развития ООН).

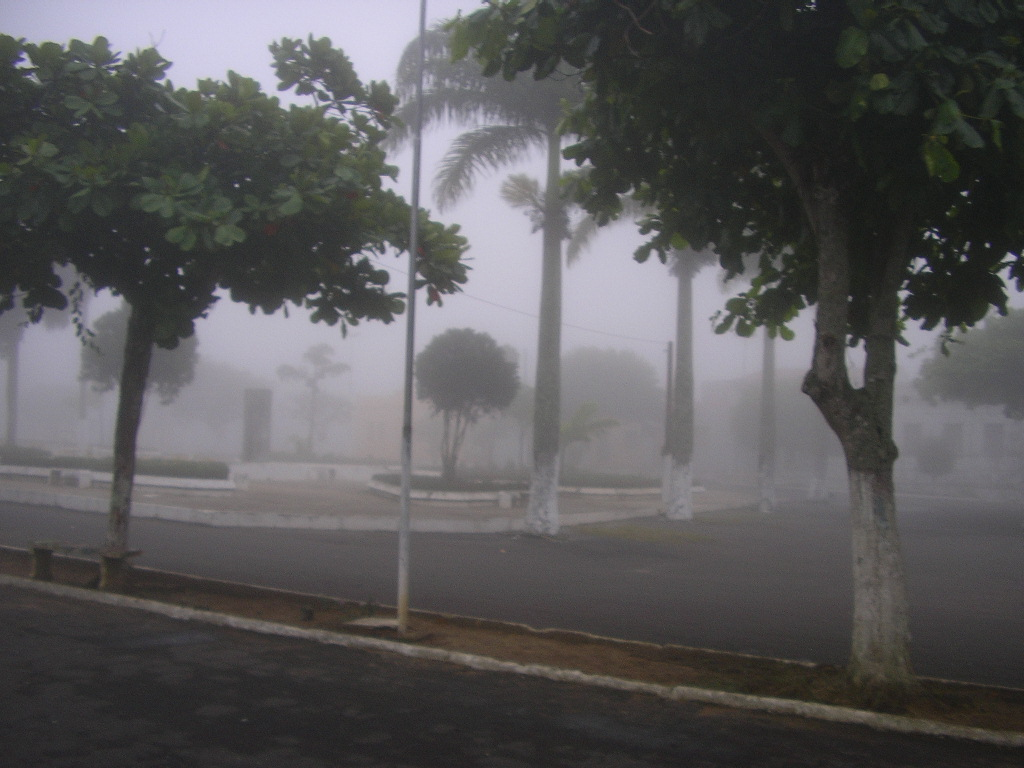